# Biserica Sfinții Arhangheli Mihail și Gavriil din Mihoveni

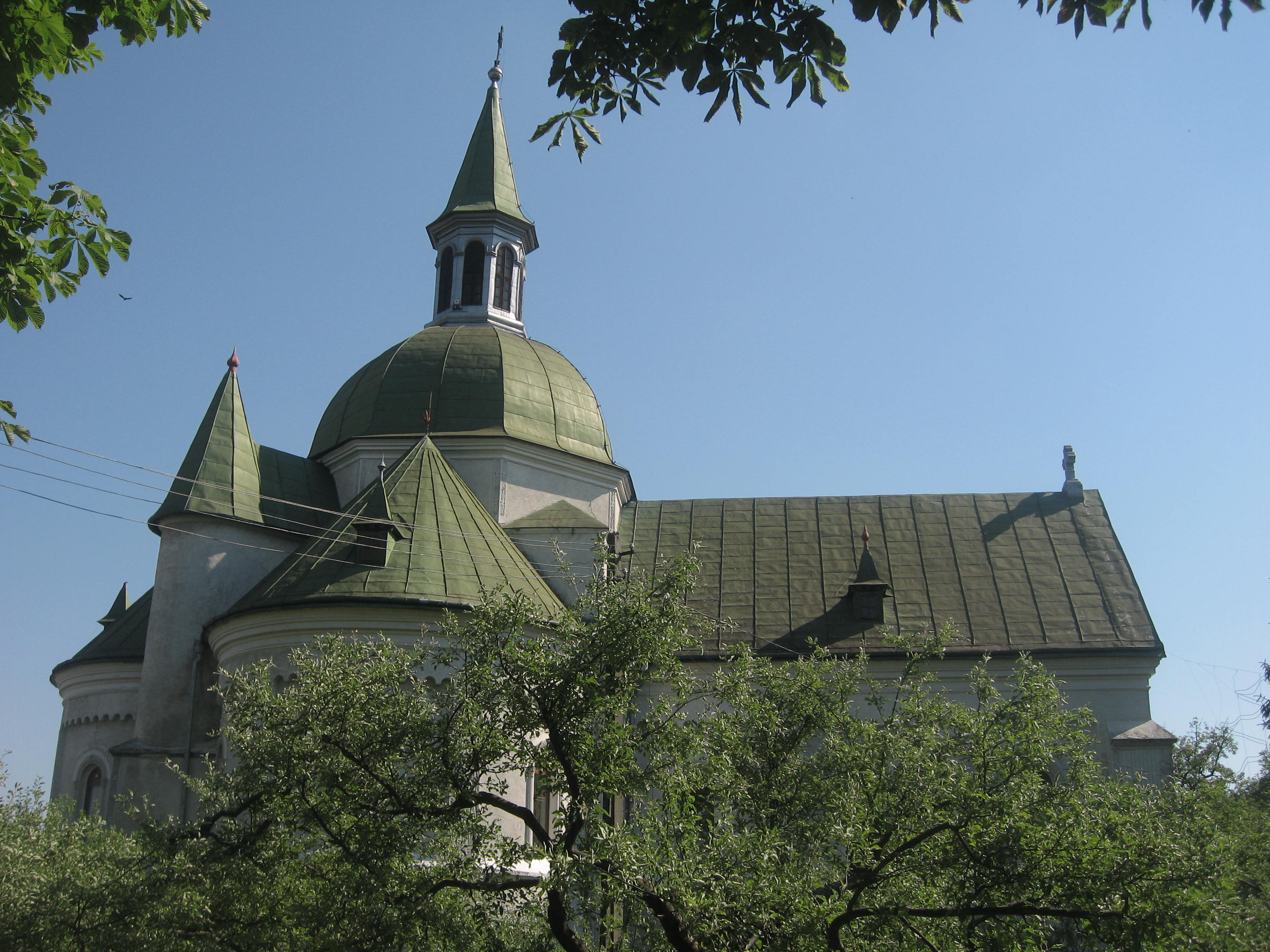
Biserica "Sf. Arhangheli Mihail şi Gavriil" din Mihoveni

Biserica "Sfinții Arhangheli Mihail și Gavriil" din Mihoveni este o biserică ortodoxă construită între anii 1871-1877 de către credincioșii ortodocși români din satul Mihoveni (comuna Șcheia, județul Suceava). Ea se află situată în centrul localității.

## Istoric

### Satul Mihoveni
Satul Mihoveni se află la o distanță de 9 km de orașul Suceava, întinzându-se de pe malul drept al râului Suceava și până la Dealul Teișor, cea mai înaltă cotă din Podișul Sucevei.
Teritoriul satului Mihoveni a fost locuit încă din Epoca de pietră, aici aflându-se situl arheologic "Cahla Morii". Situl arheologic de la Mihoveni "Cahla Morii”, aflat la 2 km de sat, este înscris în Lista monumentelor istorice din județul Suceava din anul 2004 cu codul LMI SV-I-s-B-05423.  Cercetările arheologice întreprinse în stațiunea arheologică de la Mihoveni-"Cahla Morii", începând cu vara anului 1971, au dus la descoperirea unei așezări pluristratificate, care își începe existența în preistorie și continuă până în Evul Mediu. Au fost identificate urme de locuire aparținând paleoliticului superior (Gravettian), neo-eneoliticului (culturile ceramicii liniare, Precucuteni III, Cucuteni B1 și B2), perioadei de tranziție la epoca bronzului (cultura Komarov și Noua), Hallstatt (cultura Gáva-Holihrady, aspectul cultural Grănicești), Latène getic și bastarnic, sec. II-IV p. Chr., sec. XIII-XV.
Dr. Paraschiva Batariuc, fost arheolog în cadrul Complexului Muzeal Bucovina și originară din Mihoveni, a efectuat săpături arheologice acolo în perioada 1972-2009, descoperind 17 niveluri de locuire, din Epoca de piatră și până la sfârșitul domniei lui Alexandru cel Bun (1400-1432). Așezarea medievală de la Mihoveni datează aproximativ din secolul al XIII-lea, fiind descoperite fragmente ceramice ale românilor veniți din Maramureș. 
În perioada medievală, pe teritoriul actualului sat Mihoveni se aflau două sate: Buninți și Mihoveni. Cele două sate se aflau alături, partea dinspre Șcheia fiind satul Buninți. La începutul secolului al XVII-lea, s-a făcut un schimb de moșii între mitropolitul Anastasie Crimca al Moldovei și paharnicul Costea Bucioc, primul dând jumătate din satul Marcovăț cu heleșteu în Racovăț din Ținutul Hotin, pentru care a primit în schimb satul Buninți din Ținutul Sucevei, ce a fost mai demult sat domnesc. Acest schimb a fost întărit de domnitorul Radu Mihnea (1616-1619) printr-un document din 15 aprilie 1617 (7125). 
Mitropolitul Anastasie Crimca a dăruit probabil cele două sate Mănăstirii Dragomirna pe care o ctitorise. În anul 1654, cătunele Bârnova și Buninți, „cu vad de moară și cu eleșteu”, au fost întărite Mănăstirii Dragomirna de domnitorul Gheorghe Ștefan (1653-1658). 
Prima atestare a satului Mihoveni provine dintr-un document din 7 septembrie 1756 prin care domnitorul Constantin Racoviță întărește Mănăstirii Pătrăuți redobândirea dreptului de a stăpâni și ține moșia
Mivoveni și de a lua dijmă din grâne, din fân și grădini precum și de la 50 de stupi. Satul Mihoveni își are numele de la familia răzeșului Sandu Mihovan din Iacobeni.  În unele documente satul apare sub denumirea de Mivoveni. Ca urmare a conflictelor existente cu privire la denumirea localității, Parohia Buninți cu Mivoveni și-a schimbat denumirea în anul 1870 în Parohia Buninți cu Mihoveni, de atunci apărând în actele de stare civilă a parohiei numai denumirea de Mihoveni. 
În secolul al XVIII-lea s-au stabilit aici români fugiți din Ardeal din cauza exploatării naționale și a încecărilor iezuiților de a-i forța pe români să treacă la catolicism. În perioada 1763-1777, conform Consignațiunii lui Enzenberg, s-au stabilit la Bârnova șapte emigranți bistrițeni. În paralel, în perioada 1761-1778 s-au stabilit la Buninți 19 emigranți din Ardeal.  Emigranții stabiliți aici s-au îndeletnicit cu agricultura, cu creșterea vitelor și oilor și confecționarea coveților. În timp, satele Buninți și Mihoveni au ajuns să se apropie prin extinderea satelor și mutarea vetrelor acestora.
În 1890, satul Mihoveni avea o populație de 1.049 locuitori.  Conform recensământului din 28 februarie 1919, satul Mihoveni avea 303 case, iar satul Buninți 190 case, o școală, un oficiu poștal, un restaurant, o biserică și o
moară. Satele Buninți (aflat înspre Șcheia) și Mihoveni s-au contopit în anul 1942 sub denumirea de Mihoveni. 

### Biserica de lemn
Pentru satisfacerea nevoilor sufletești ale locuitorilor, călugării de la Mănăstirea Sf. Ilie au întemeiat în secolul al XVIII-lea un schit cu o biserică de lemn în satele Mihoveni și Buninți. Ea a fost clădită în anul 1768 de egumenul Macarie al Mănăstirii Voroneț, după cum consemnează Șematismul Arhiepiscopiei diocezane greco-ortodoxe a Bucovinei pentru anul 1883. Biserica era construită din lemn de stejar, în formă de navă, cu altar și naos și acoperită cu șindrilă. 
Existența schitului este confirmată de prezența unor resturi de temelie, dar și denumirii toponimice dată acelui loc de ”Mănăstioara”, situată în sud-vestul pădurii Mihoveni, la o distanță de 3 km de actuala vatră a satului. Pe locul unde s-a aflat altarul s-a găsit un morman de pietre și cărămizi. Schitul era înconjurat de vișini, nuci și frasini și avea și un mic heleșteu. Astăzi, pe locul unde s-a aflat schitul este o poiană numită ”Fundoaia”. 
Mai târziu, biserica de lemn a fost mutată în Săliște, unde este cimitirul ale cărui urme s-au păstrat până în zilele noastre. Din cauza alunecărilor de teren, biserica a fost mutată și de aici în satul Buninți, unde exista un alt locaș de cult, tot mic. Din cele două locașuri de cult s-a făcut o biserică mai mare și mai încăpătoare în vatra satului. Această biserică a fost dată în anul 1894 satului Lisaura. 

### Biserica actuală
Între anii 1871-1877 , s-a construit o biserică din cărămidă pe fundație de piatră, cu hramul "Sf. Arhangheli", ca și al bisericii de lemn. Biserica a fost construită la hotarul dintre satele Buninți și Mihoveni, având inițial altarul și naosul în Buninți, iar pronaosul și pridvorul în Mihoveni. În curtea bisericii se afla o movilă de pământ ce delimita hotarul celor două sate. 
Zidirea bisericii s-a făcut la îndemnul preotului Dimitrie Tarnavschi, paroh la Buninți în perioada 1849-1886, pe cheltuiala Fondului Bisericesc al Bucovinei și cu participarea comunității ortodoxe locale. În 1877 s-a zidit din cărămidă și o casă parohială. Lăcașul de cult a fost sfințit la 26 octombrie 1885 de mitropolitul Silvestru Morariu-Andrievici al Bucovinei și Dalmației, preot paroh fiind Dimitrie Tarnavschi.
Conform Șematismului Arhiepiscopiei diocezane gr. or. a Bucovinei pentru anul 1883, Parohia Buninți cu Mihoveni avea în îngrijire spirituală un număr de 400 familii cu 1714 credincioși (892 bărbați și 822 femei), iar paroh era pr. Dimitrie Tarnavschi, născut în 1820, hirotonit preot în 1846, numit ca paroh în 1849 și ca exarh în 1881. 
Preotului Dimitrie Tarnavschi i-a succedat preotul Simeon Cobilanschi (1842-1910), care a păstorit ca paroh la Buninți în perioada 1886-1896, după care a fost numit exarh și s-a transferat la Cernăuți. Pereții interiori ai bisericii au fost pictați în anul 1900 în tehnica tempera de către zugravul Anton Orobic din Suceava. Cu acel prilej, pe peretele nordic al pronaosului s-a pictat următoarea pisanie: "În timpul Împăratului Francisc Iosif I și a Mitropolitului Arcadie, a parohului Simion Cobilanschi, s-a zugrăvit în anul 1900, biserică zidită din anul 1870-1877, de pictorul Anton Orobic". 
După cum se precizează în "Anuarul Mitropoliei Bucovinei pe anul 1937", Biserica "Sfinții Arhangheli Mihail și Gavriil" din Mihoveni avea o casă parohială de cărămidă, o sesie parohială de 12 ha, o sesie rezervată pentru cooperator de 6 ha, o sesie a cântărețului de 3 ha și o sesie a ponomarului de 1 ha. Parohia avea în îngrijire spirituală 533 familii cu 2.325 credincioși. În acel an, comunitatea ortodoxă din Mihoveni era păstorită de preotul paroh Mihail Corduș (născut în 1885). 
Biserica a fost reparată în perioada 1989-1991, pereții exteriori fiind consolidați și tencuiți cu praf de piatră. Pictura interioară a fost refăcută în anii 1996-2000 în tehnica frescă și în stil bizantin de Mădălina Arhirii Reuț.

## Descrierea bisericii

### Arhitectura
Biserica "Sf. Arhangheli" din Mihoveni are formă de cruce (treflată), cu absida altarului și abside laterale de formă semicirculară și o turlă octogonală susținută la bază de pandantivi. Edificiul are următoarele dimensiuni: lungime - 31 m, lățime - 12 m și înălțime - 31 m. 
Biserica este construită din cărămidă (pereții și bolțile) pe fundație de piatră. Pereții exteriori au fost tencuiți în perioada 1989-1991 cu praf de piatră. Lăcașul de cult are pardoseală din dale de piatră, șarpantă din lemn și acoperiș din tablă galvanizată. Interiorul bisericii este compartimentat în patru încăperi: pridvor (tindă), pronaos, naos și altar.
Mobilierul bisericii este din lemn de stejar. Catapeteasma este executată simplu din lemn de frasin și blănită cu scândură de brad, între anii 1885-1888, de meșteri necunoscuți. 

### Iconografia
Pereții interiori ai bisericii au fost pictați în anul 1900 de către zugravul Anton Orobic din Suceava. Pictura a fost realizată în tehnica tempera, cu tablouri izolate predominând culorile roșu, bleu și cafeniu.
Între anii 1996-2000, biserica a fost repictată în interior în tehnica frescă și în stil bizantin de către Mădălina Arhirii Reuț.

## Imagini

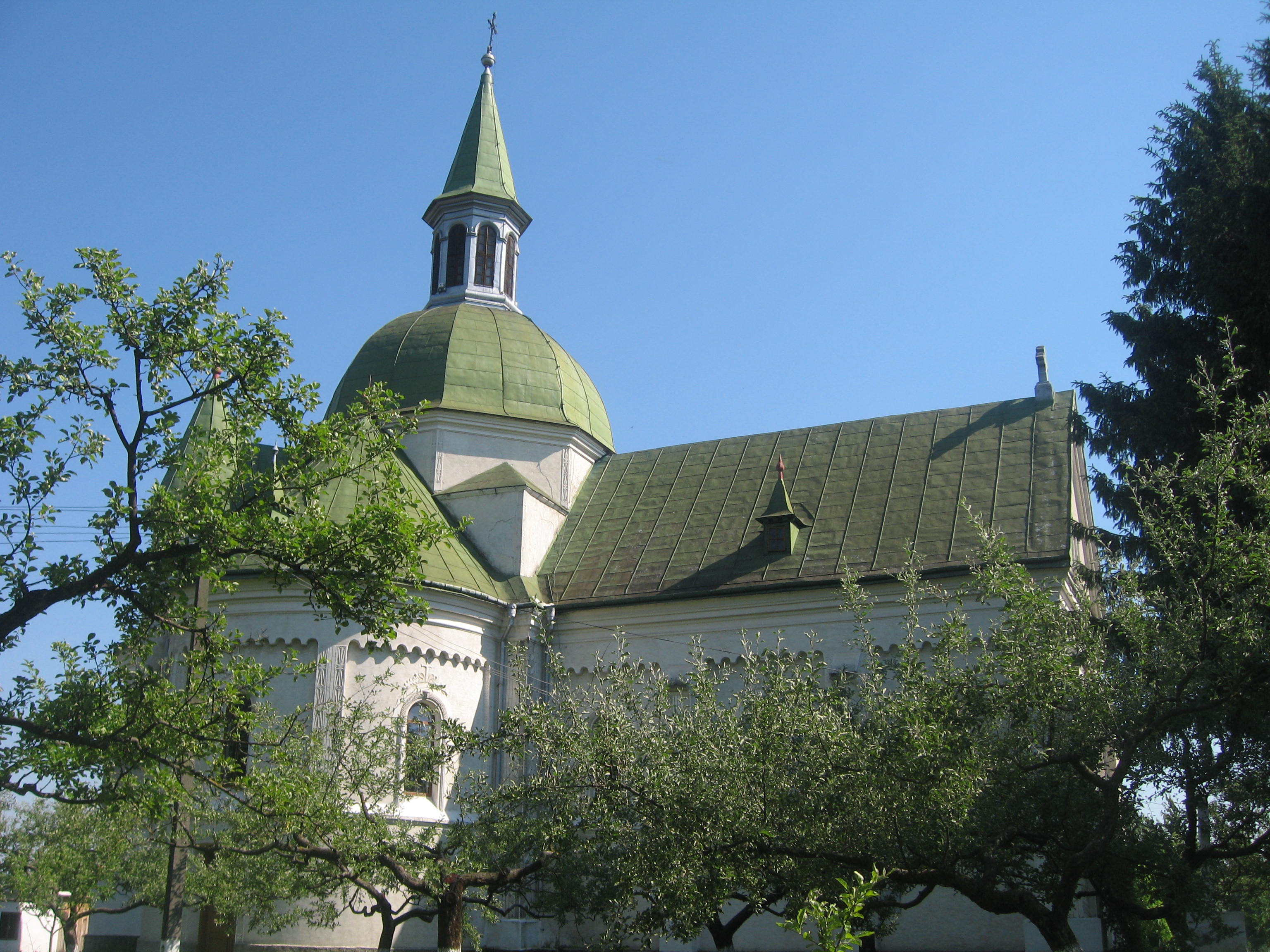
Biserica văzută dinspre sud
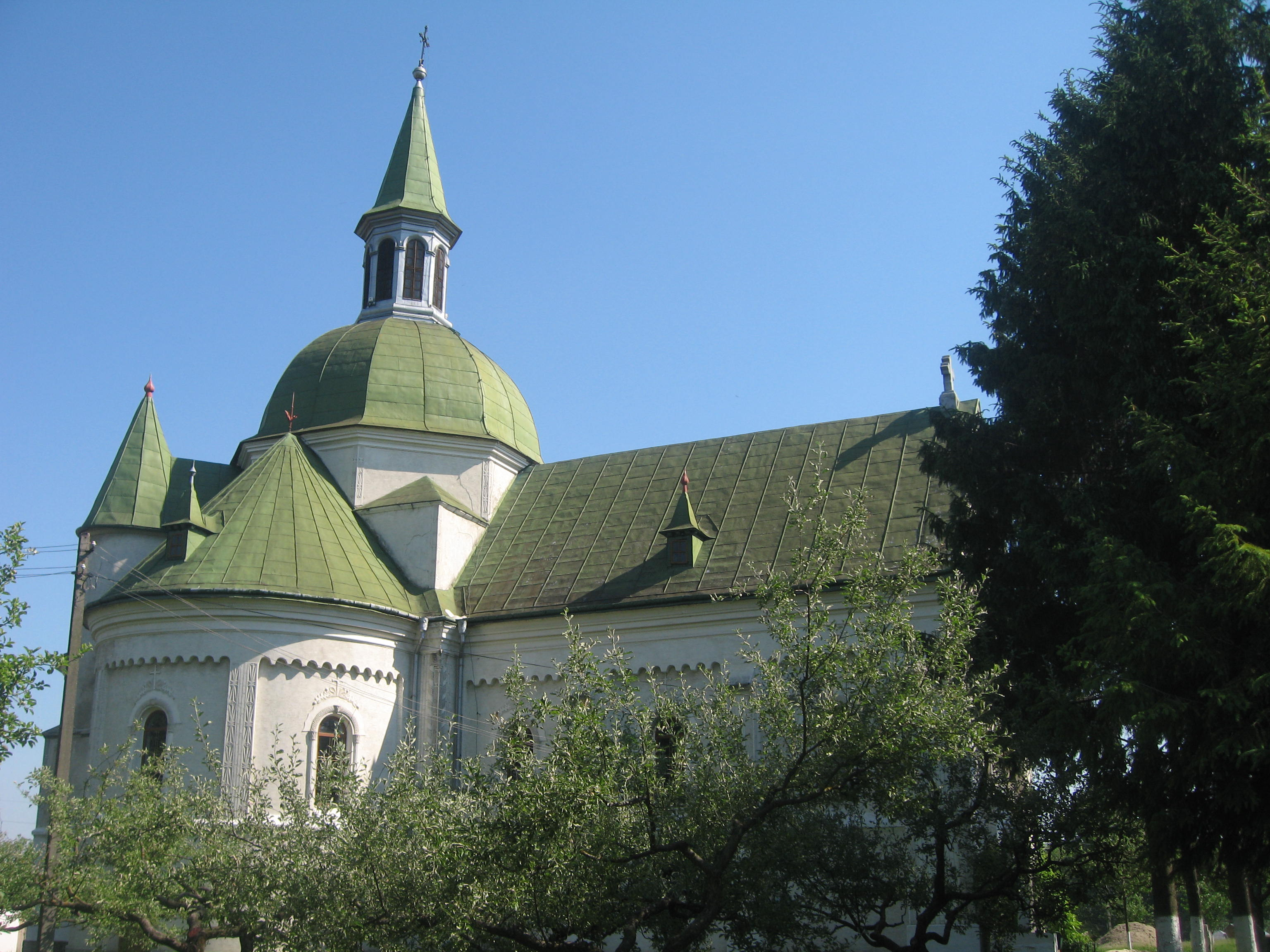
Biserica văzută dinspre sud
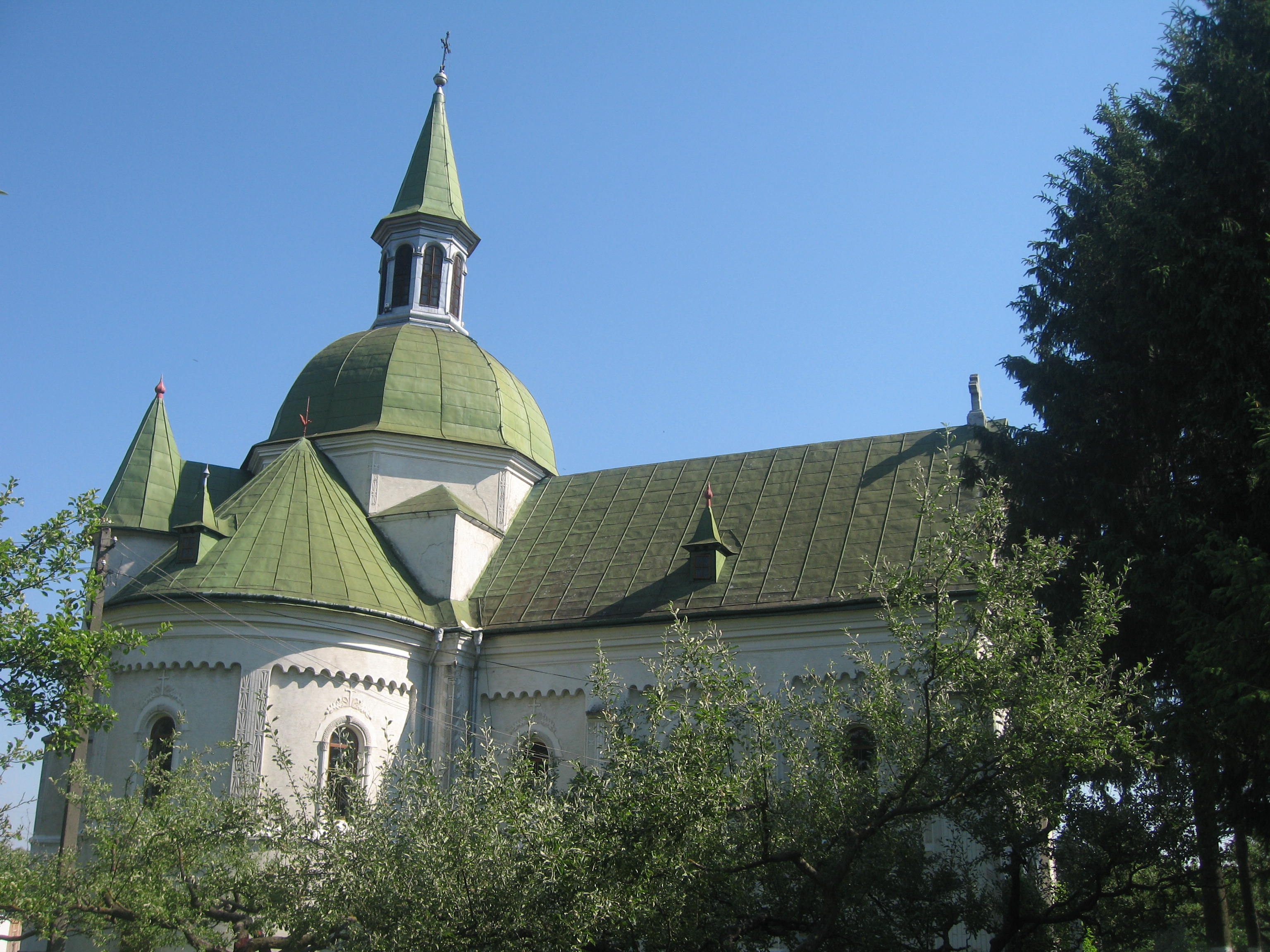
Biserica văzută dinspre sud
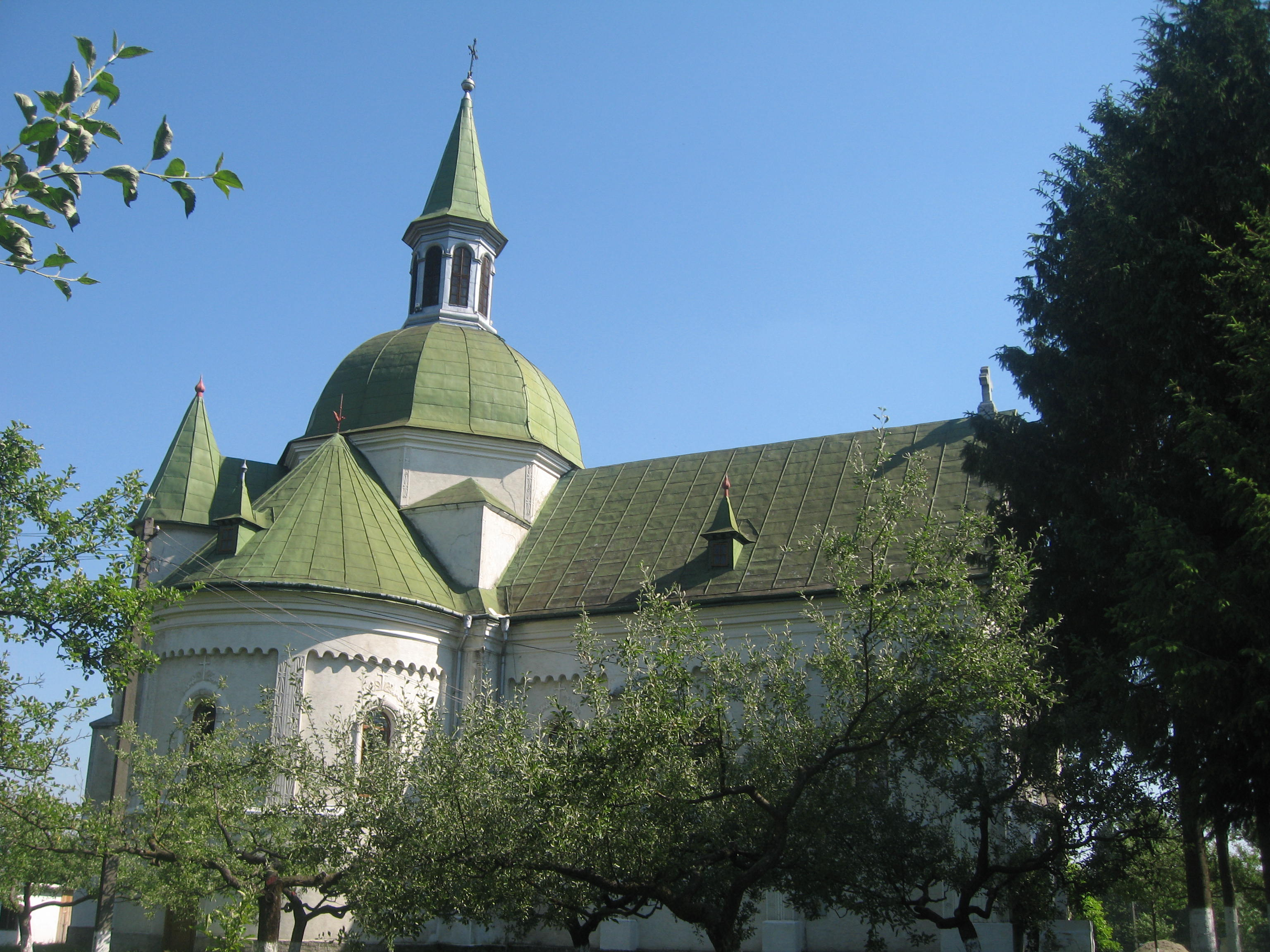
Biserica văzută dinspre sud
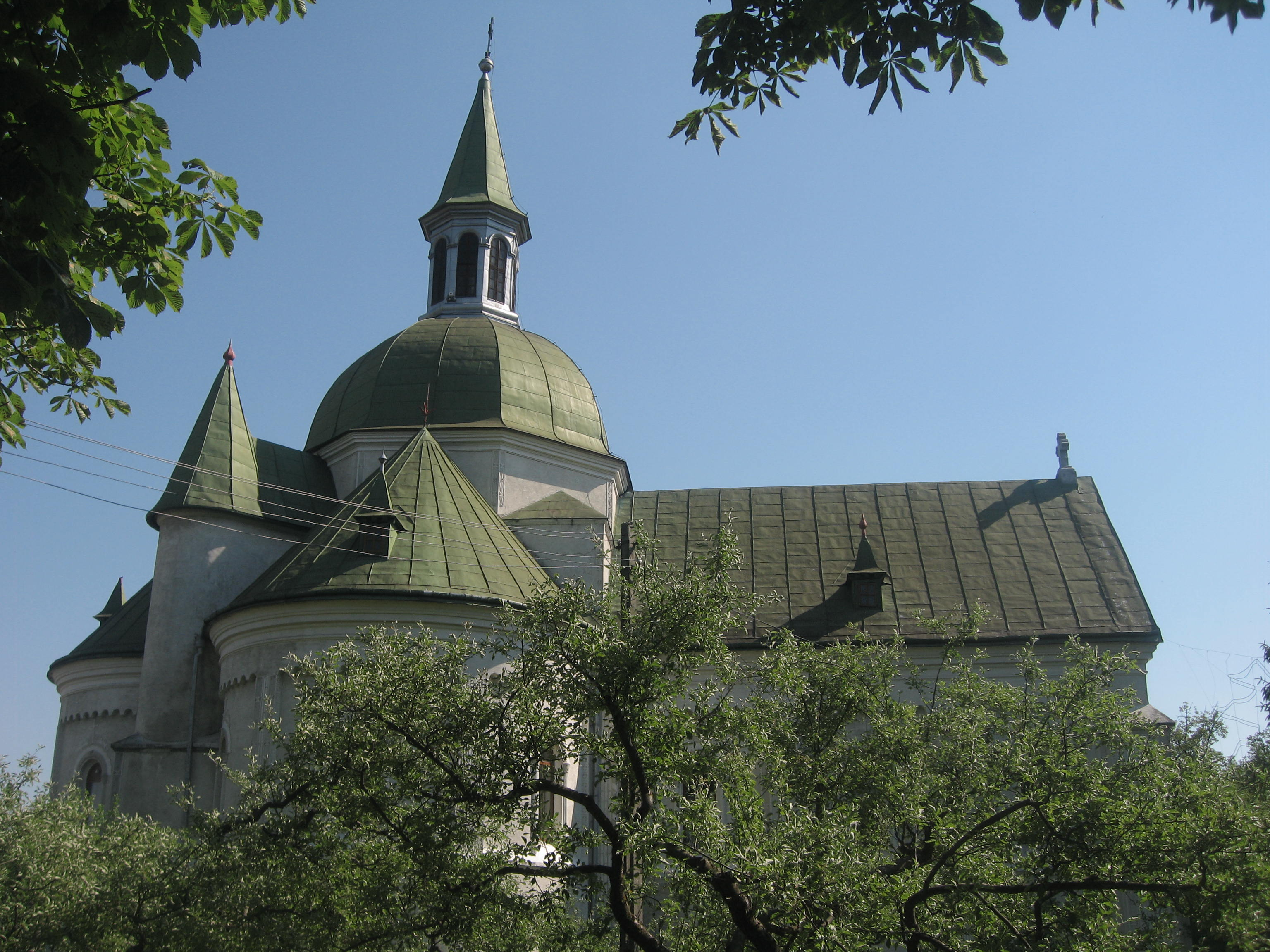
Biserica văzută dinspre sud
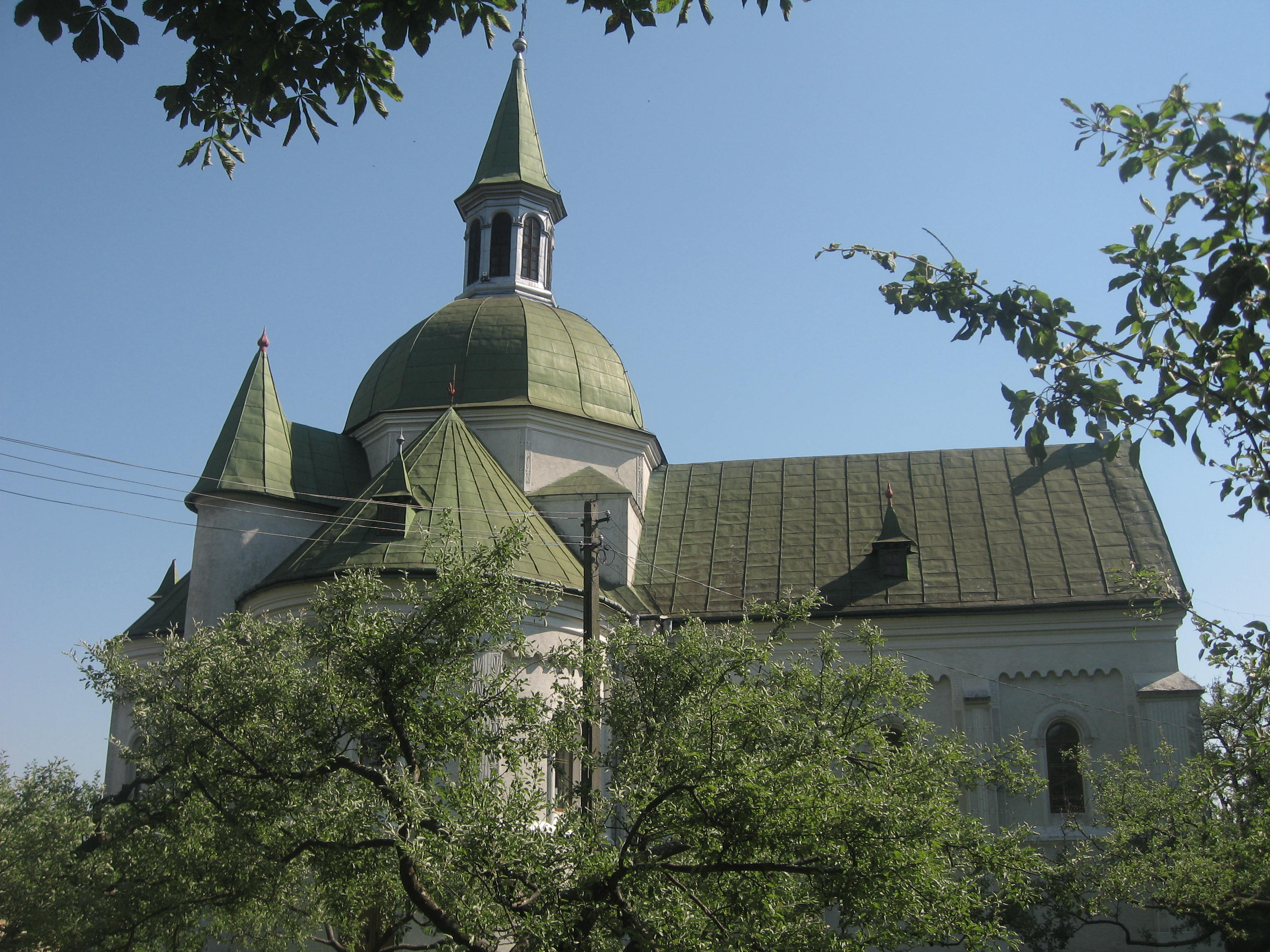
Biserica văzută dinspre sud
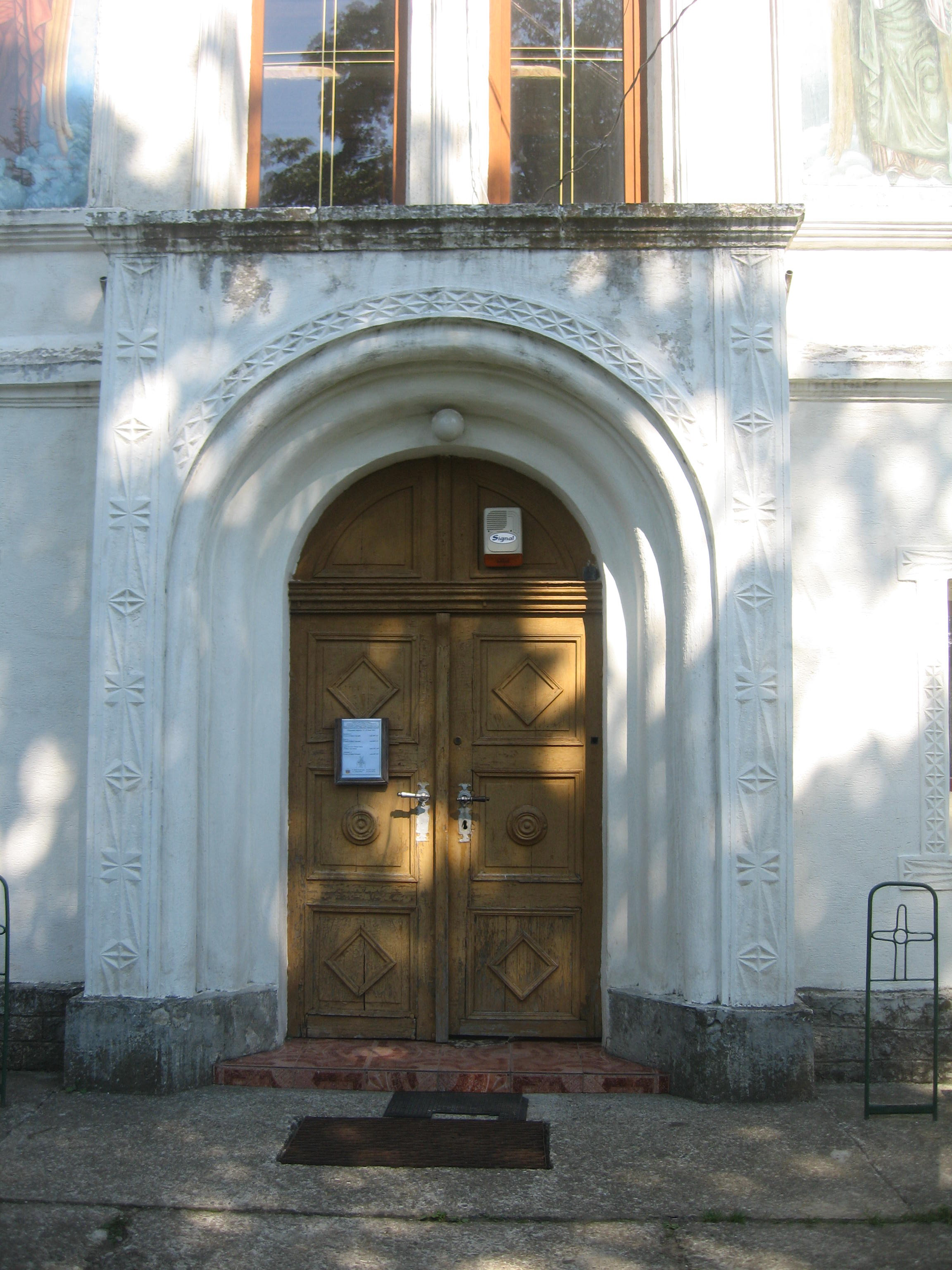
Portalul de intrare
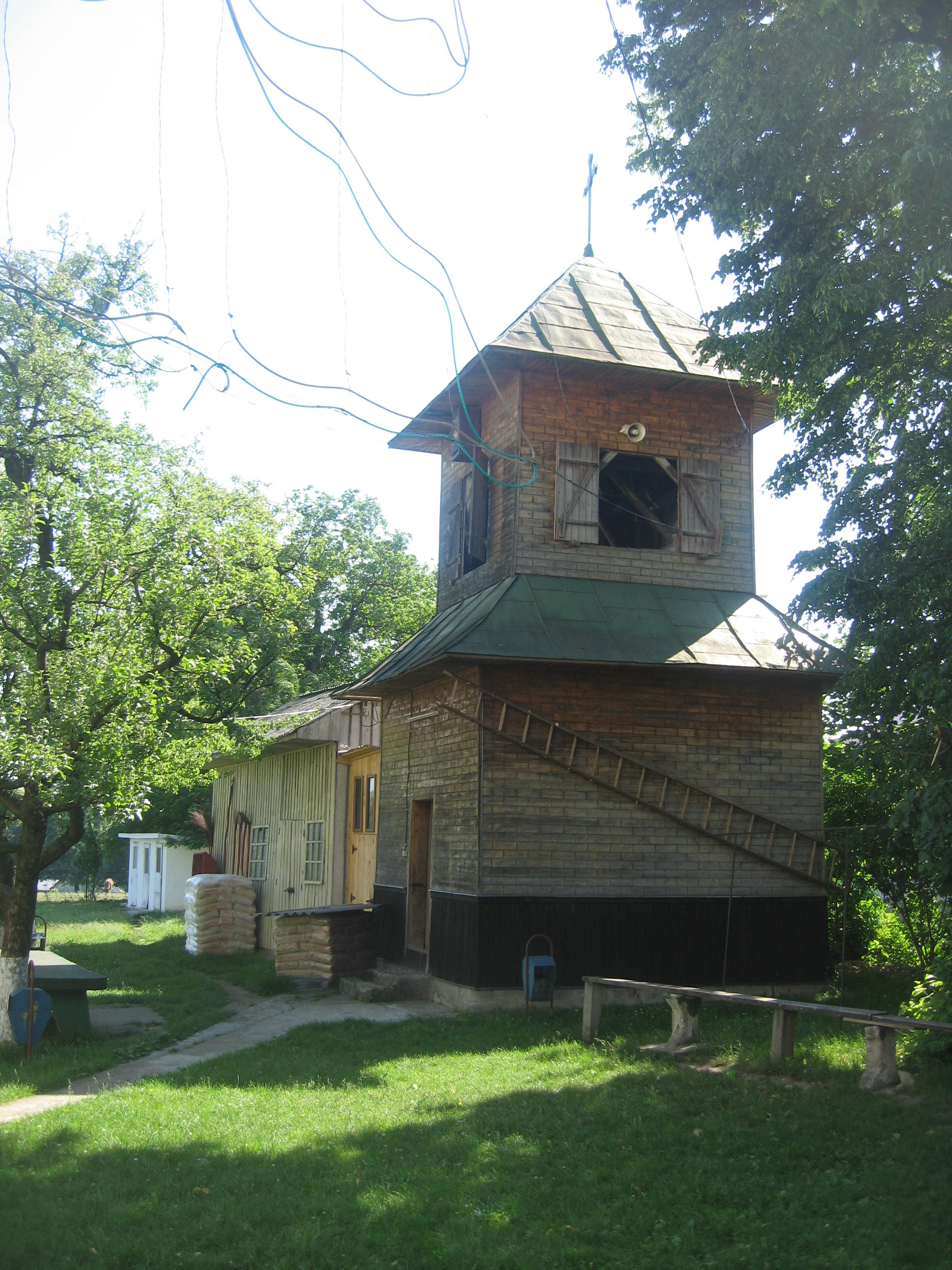
Turnul clopotniţă